# Historiai (seria wydawnicza)
Seria książkowa Wydawnictwa Uniwersytetu Jagiellońskiego, w której publikowane są tytuły poświęcone różnym okresom i wydarzeniom historycznym. W serii publikowane są zarówno podręczniki akademickie, opracowania oraz monografie naukowe, jak i książki skierowane do szerokiego grona czytelników. Seria jest obecna na rynku wydawniczym od 2006 roku.
Tomy wydane w serii:
- Afrykanie. Dzieje kontynentu (John Iliffe 2011)
- Burzliwy pokój. Historia Europy 1945-2000 (Tom Buchanan 2010)
- Cesarstwo Napoleona (Geoffrey Ellis 2011)
- Czerwiec 1941. Hitler i Stalin (John Lukacs 2008)
- Dzieje gospodarcze i społeczne Imperium Osmańskiego. 1300-1914 (Halil İnalcık, Donald Quataert (red.) 2008)
- Ekspres Berlin-Bagdad. Kajzer, islam i imperium osmańskie. 1898-1918 (Sean McMeekin 2012)
- Europa a islam. Historia nieporozumienia(Franco Cardini 2006)
- Europa po Rzymie. Historia kulturowa lat 500-1000. Nowe ujęcie (Julia M. H. Smith 2008)
- Europa XIX wieku. Historia kulturowa (Hannu Salmi 2010)
- FBI. Historia (Rhodri Jeffreys-Jones 2009)
- Geneza ostatecznego rozwiązania. Ewolucja nazistowskiej polityki wobec Żydów. Wrzesień 1939 - marzec 1942 (Christopher R. Browning 2012)
- Historia Ameryki Łacińskiej. Zderzenie kultur(Marshall C. Eakin 2009)
- Historia Bałkanów wiek XVIII i XIX (Barbara Jelavich 2005)
- Historia Bałkanów wiek XX (Barbara Jelavich 2005)
- Historia Bizancjum (Timothy E. Gregory 2008)
- Historia Grecji archaicznej ok. 1200-479 p.n.e. (Jonathan M. Hall 2011)
- Historia Grecji. Okres klasyczny. 478-323 p.n.e. (P.J. Rhodes 2009)
- Historia kulturowa. Wprowadzenie (Peter Burke 2012)
- Historia Rosji (Nicholas V. Riasanovsky, Mark D. Steinberg 2009)
- Historia Stanów Zjednoczonych (Philip Jenkins 2009)
- Historia starożytnego Bliskiego Wschodu. ok. 3000–323 p.n.e. (Marc Van De Mieroop 2008)
- Historia świata hellenistycznego 323–30 p.n.e. (R. Malcolm Errington 2010)
- Historia wypraw krzyżowych. Nowe ujęcie (Thomas Madden 2008)
- II wojna światowa. Nowe ujęcie. (Evan Mawdsley 2011)
- Ikona i topór. Historia kultury rosyjskiej (James H. Billington 2007)
- Imperium osmańskie. Epoka klasyczna 1300-1600 (Halil İnalcık 2006)
- Inkwizycja hiszpańska (Helen Rawlings 2009)
- Języki i społeczności w Europie wczesnonowożytnej (Peter Burke 2009)
- Jugosławia. Historia w zarysie (Leslie Benson 2012)
- Kresy - biografia krainy, której nie ma. Jak zniszczono wielokulturowe pogranicze (Kate Brown 2013)
- Męczeństwo w islamie (David Cook 2008)
- Największa grabież w historii. Jak bolszewicy złupili Rosję (Sean McMeekin 2013)
- Naoczność. Materiały wizualne jako świadectwa historyczne (Peter Burke 2012)
- Niemcy weimarskie. Nadzieje i tragedia (Eric D. Weitz 2011)
- Nieudane Imperium. Związek Radziecki, zimna wojna, Stalin, Gorbaczow, polityka zagraniczna (Vladislav Zubok 2010)
- Od bloku sowieckiego do Unii Europejskiej. Transformacja ekonomiczna i społeczna Europy Środkowo-Wschodniej od 1973 roku (Ivan T. Berend 2012)
- Pogranicza. Historia amerykańskiego Zachodu (Robert V. Hine, John Mack Faragher 2011)
- Polska pod rządami komunistów. 1944–1989 (Anthony Kemp-Welch 2010)
- Renesans (Peter Burke 2009)
- STASI. Historia (Jens Gieseke 2010)
- Taniec furii. Wybuch pierwszej wojny światowej oczami Europejczyków (Michael S. Neiberg 2013)
- Turcja. Od sułtanatu do współczesności (Erik-Jan Zürcher 2013)
- Ukraina. Narodziny nowoczesnego narodu (Serhy Yekelchyk 2009)
- Wehrmacht. Legenda i rzeczywistość (Wolfram Wette 2008)
- Widmo wolności. Historia Kaukazu (Charles King 2010)
- Wojna nazistowsko-sowiecka. 1941–1945 (Evan Mawdsley 2009)
- Wojna secesyjna (Adam I. P. Smith 2012)
- Wojna stuletnia. Konflikt i społeczeństwo (Christopher Allmand 2012)
- Współczesny Iran. Źródła i konsekwencje rewolucji (Nikki R. Keddie 2007)
- Życie codzienne pod rządami Stalina. Rosja radziecka w latach trzydziestych XX wieku (Sheila Fitzpatrick 2012)
- Życie i śmierć w Trzeciej Rzeszy (Peter Fritzsche 2010)